# Liste der Kulturdenkmäler in Wagenhausen (Eifel)
In der Liste der Kulturdenkmäler in Wagenhausen sind alle Kulturdenkmäler der rheinland-pfälzischen Ortsgemeinde Wagenhausen aufgeführt. Grundlage ist die Denkmalliste des Landes Rheinland-Pfalz (Stand: 21. September 2023).

## Einzeldenkmäler
| Bezeichnung                     | Lage               | Baujahr         | Beschreibung                                             | Bild                                    |
| ------------------------------- | ------------------ | --------------- | -------------------------------------------------------- | --------------------------------------- |
| Bildstock                       | Hauptstraße Lage   |                 | Bildstock, neu verputzt                                  | BW                                      |
| Katholische Kapelle St. Blasius | Kirchstraße 1 Lage | 1720            | barocker Saalbau, bezeichnet 1720                        | BW                                      |
| Spritzenhaus                    | Ringstraße         | 19. Jahrhundert | Spritzenhaus mit Brunnen; Bruchsteinbau, 19. Jahrhundert | Direkt Bild zu diesem Denkmal hochladen |